# Lipocosma albinibasalis
Lipocosma albinibasalis là một loài bướm đêm trong họ Crambidae.